# Mahinda borneensis
Mahinda borneensis  (лат.) — вид ос-блестянок рода Mahinda из подсемейства Amiseginae.

## Распространение
Юго-Восточная Азия: Индонезия, остров Борнео (Barat Sungai, Sibau).

## Описание
Мелкие осы-блестянки с бескрылыми самками. Длина 4,5 мм. Тело почти полностью чёрное (другие виды рода частично с коричневой, жёлтой и красной окраской), лапки светлее. Длина переднеспинки равна более чем 0,7 от её ширины.
Голова без затылочного киля, щёчные бороздки развиты. Пронотум выпуклый, равен по длине скутуму (метанотум почти равен длине скутеллюма). Проподеум угловатый, зубчатый. Мезоплеврон пунктированный, без бороздок (у самцов омаулюс отсутствует). Самки бескрылые (самцы предположительно крылатые, но у данного вида пока не обнаружены). Коготки лапок зубчатые. Предположительно как и другие близкие виды паразитоиды. Таксон был впервые описан в 2016 году американскими гименоптерологом Линн Кимсей (Lynn S. Kimsey; Калифорнийский университет в Дэвисе, Дейвис, США), японским энтомологом Т. Мира (Toshiharu Mita, Tokyo University of Agriculture, Atsugi, Япония) и вьетнамским биологом Т. Хонг Фамом (Thai Hong Pham, Vietnam Academy of Science and Technology (VAST), Ханой, Вьетнам). Видовое название M. borneensis происходит от места обнаружения типовой серии (остров Борнео). Близок к видам Mahinda saltator, M. bo и M. sulawesiensis.